# 黄瑰芬
黄瑰芬（1997年8月20日—），中国女子田径运动员，2013年亚洲青年运动会女子200米和女子400米金牌得主、2015年亚洲田径锦标赛女子4×400米接力金牌得主、2015年世界军人运动会女子4×100米接力铜牌得主。